# Somalina
Somalina es un género de foraminífero bentónico de la subfamilia Opertorbitolitinae, de la familia Soritidae, de la superfamilia Soritoidea, del suborden Miliolina y del orden Miliolida. Su especie tipo es Somalina stefaninii. Su rango cronoestratigráfico abarca el Luteciense (Eoceno medio).

## Clasificación
Somalina incluye a las siguientes especies:
- Somalina danieli †
- Somalina gigantea †
- Somalina hottingeri †
- Somalina indicataria †
- Somalina irregularis †
- Somalina khorassanica †
- Somalina stefaninii †
- Somalina praestefaninii †